# باشگاه فوتبال ایمپالس
باشگاه فوتبال ایمپالس (ارمنی: Իմպուլս Ֆուտբոլային Ակումբ؛ انگلیسی: Impuls Football Club) یک باشگاه فوتبال حرفه‌ای در شهر دیلیجان، استان تاووش کشور ارمنستان می‌باشد که در لیگ برتر فوتبال ارمنستان بازی می‌کرد.

## تاریخچه
باشگاه فوتبال ایمپالس در ابتدا در سال ۱۹۸۵ میلادی در دوران اتحاد جماهیر شوروی تأسیس شد اما در سال ۱۹۹۴ به دلیل مشکلات مالی این باشگاه منحل شد.
در سال ۲۰۰۹، باشگاه با تلاش هاکوب هاکوبیان، نماینده پیشین مجلس ملی جمهوری ارمنستان، به عنوان بخشی از باشگاه ورزشی اربونی دیلیجان احیا شد.
زمین خانگی این باشگاه ورزشگاه شهر دیلیجان بود. اما ایمپالس آخرین فصل خویش در لیگ برتر فوتبال ارمنستان را در ورزشگاه آیگ، آرارات بازی کرد.
با این حال در مه ۲۰۱۳، با تصمیم مالکان این باشگاه منحل شد.

## آمار لیگ
| اتحاد شوروی (۱۹۸۲ – ۱۹۹۱)                 |                               |     |                                          |                                          |                                          |                                          |                                          |                                          |                                          |                                          |      |
| فصل                                       | دسته                          | سطح | بازی                                     | برد                                      | تساوی                                    | باخت                                     | گل زده                                   | گل خورده                                 | +/-                                      | امتیاز                                   | مکان |
| ۱۹۹۰                                      | Vtoraja nizšaja liga - 2 zona | ۴   | ۱۸                                       | ۹                                        | ۳                                        | ۶                                        | ۳۶                                       | ۳۰                                       | +۶                                       | ۲۱                                       | ۱۵.  |
| ۱۹۹۱                                      | Vtoraja nizšaja liga - 2 zona | ۴   | ۳۸                                       | ۱۲                                       | ۷                                        | ۱۹                                       | ۶۰                                       | ۸۱                                       | -۲۱                                      | ۳۱                                       | ۱۲.  |
| ارمنستان (۱۹۹۲ – ۱۹۹۹)                    |                               |     |                                          |                                          |                                          |                                          |                                          |                                          |                                          |                                          |      |
| فصل                                       | دسته                          | سطح | بازی                                     | برد                                      | تساوی                                    | باخت                                     | گل زده                                   | گل خورده                                 | +/-                                      | امتیاز                                   | مکان |
| ۱۹۹۲                                      | لیگ برتر فوتبال ارمنستان      | ۱   | ۲۲                                       | ۱۳                                       | ۴                                        | ۱۵                                       | ۵۴                                       | ۳۳                                       | +۲۱                                      | ۳۰                                       | ۱۵.  |
| ۱۹۹۳                                      | لیگ برتر فوتبال ارمنستان      | ۱   | ۲۸                                       | ۸                                        | ۲                                        | ۱۸                                       | ۴۲                                       | ۸۹                                       | -۴۷                                      | ۱۸                                       | ۱۲.  |
| ۱۹۹۴                                      | لیگ برتر فوتبال ارمنستان      | ۱   | Klub se odhlásil před zahájením soutěže. | Klub se odhlásil před zahájením soutěže. | Klub se odhlásil před zahájením soutěže. | Klub se odhlásil před zahájením soutěže. | Klub se odhlásil před zahájením soutěže. | Klub se odhlásil před zahájením soutěže. | Klub se odhlásil před zahájením soutěže. | Klub se odhlásil před zahájením soutěže. | ۱۶.  |
| Klub byl v letech ۱۹۹۴ تا ۲۰۰۸ neaktivní. |                               |     |                                          |                                          |                                          |                                          |                                          |                                          |                                          |                                          |      |
| ۲۰۰۹                                      | لیگ دسته اول فوتبال ارمنستان  | ۲   | ۲۴                                       | ۱۸                                       | ۴                                        | ۲                                        | ۵۷                                       | ۲۲                                       | +۳۵                                      | ۵۸                                       | ۱.   |
| ۲۰۱۰                                      | لیگ برتر فوتبال ارمنستان      | ۱   | ۲۸                                       | ۱۰                                       | ۷                                        | ۲۹                                       | ۴۳                                       | ۳۶                                       | -۱۴                                      | ۳۷                                       | ۵.   |
| ۲۰۱۱                                      | لیگ برتر فوتبال ارمنستان      | ۱   | ۲۸                                       | ۱۰                                       | ۷                                        | ۱۱                                       | ۳۷                                       | ۳۶                                       | +۱                                       | ۳۷                                       | ۶.   |
| ۱۳–۲۰۱۲                                   | لیگ برتر فوتبال ارمنستان      | ۱   | ۴۲                                       | ۱۸                                       | ۶                                        | ۱۸                                       | ۶۶                                       | ۶۵                                       | +۱                                       | ۶۰                                       | ۵.   |

## مدیران
- هراچیک خاچمانوکیان (۱۹۸۲–۱۹۹۱)
- ولادیمیر هوُاکیمیان (۱۹۹۱–۱۹۹۳)
- استپان باغداساریان (۲۰۰۹)
- واروژان سوکیاسیان (۲۰۱۰)
- آرمن گیولبوداغیانتس (ژانویه ۲۰۱۱ – مه ۲۰۱۳)

## افتخارات
لیگ دسته اول فوتبال ارمنستان
: ۲۰۰۹(۱)

## نگارخانه

لوگوی پیشین باشگاه